# Västra Hagen
Västra Hagen est une localité de Suède située dans la commune de Kungsbacka du comté de Halland. Elle couvre une superficie de 1,68 km2. En 2010, elle compte 969 habitants.